# Valerij Jakovlevics Brjuszov
Valerij Jakovlevics Brjuszov, Вале́рий Я́ковлевич Брю́сов (Moszkva, 1873. december 13. – Moszkva, 1924. október 9.) orosz költő, író, műfordító, kritikus.

## Élete
Kereskedőcsalád sarja volt. Szülei rendelkeztek iskolai végzettséggel, de fiuk nevelésére nem fordítottak sok gondot, így a fiatal Brjuszov jórészt magára maradt. Nagyon sok időt töltött azzal, hogy elolvasott "mindent, ami a kezébe került",beleértve Charles Darwin és Jules Verne munkáit, tudományos esszéket, stb. 1885 és 1893 közt két moszkvai gimnázium tanulója volt. 
Irodalmi pályafutását az 1890-es évek elején kezdte, ekkor még a Moszkvai Állami Egyetem hallgatója volt. A francia szimbolisták (Paul Verlaine, Maurice Maeterlinck és Stéphane Mallarmé) és Edgar Allan Poe költeményeit fordította oroszra.Ebben az időszakban kezdte publikálni saját verseit is, amelyekre nagy hatással voltak kora Európájának dekadens és szimbolista mozgalmai. Nyikolaj Fjodorovics Fjodorov és Konsztantyin Eduardovics Ciolkovszkij munkássága is hatott rá. Ebben az időben az orosz szimbolikának még kevés művelője volt, ezért hogy a mozgalmat nagyobbnak láttassa Brjuszov számos írói álnevet használt, s egy kötetet adott ki Русские символисты (Orosz szimbolisták) címmel 1894-ben. A misztifikáció sikeresnek bizonyult, s sok fiatal költőt nyert meg a szimbolizmusnak. A Tertia vigilia: Кн. новых стихов 1900-as megjelenése után már a mozgalom tekintélyének számított. 1904-ben a tekintélyes  Весы́ irodalmi magazin szerkesztője lett, ez megszilárdította pozícióját az orosz irodalmi világban. Brjuszov számos költói formát használt fel munkáiban, az akrosztichontól a carmen figuratumig.
Az 1910-es évekre Brjuszov költészete sok kortársa számára hidegnek, feszültnek tűnt, ennek következtében népszerűsége fokozatosan hanyatlott, egyre inkább elvesztette jelentőségét az orosz irodalmi világban. Keményen ellenezte Georgij Ivanovics Csulkov és Vjacseszlav Ivanovics Ivanov törekvéseit, akik a szimbolizmust egyfajta misztikus anarchizmus felé próbálták mozdítani. Az 1917-es októberi orosz forradalom után számos szimbolista társa elmenekült az országból, ő egész haláláig maradt. Támogatta a bolsevik kormányt, s pozíciót kapott az új orosz kulturális minisztériumban. Röviddel halála előtt Otto Smidttel közösen részt vett a Nagy szovjet enciklopédia előkészítésében.

## Magyarul megjelent művei
Költeményei számos antológiában és irodalmi lapban is megjelentek, az alábbi lista csak az önállóan megjelent köteteket sorolja fel.
- A Tüzes angyal; ford. Kiss Dezső; Franklin, Bp., 1926 (Mindnyájunk könyvtára)
- Valerij Brjuszov Válogatott költeményei; szerk., utószó Török Endre, ford. Weöres Sándor et al.; Magvető, Bp., 1959
- Tüzes angyal; ford. Kiss Dezső, utószó Bakcsi György; Európa, Bp., 1974
- A városhoz. Válogatott versek; ford. Fodor András et al.; Magyar Helikon–Európa, Bp., 1975
- Márványfejecske; ford. Makai Imre, Európa, Bp., 1990
- Valerij Brjuszov: Ucsenyik Orfeja / Orfeusz tanítványa – Orpheus tanítványa – Orpheusz tanítványa – Orfeusz inasa – Kocsonyák Torz Faja. Az Országos Idegennyelvű Könyvtár 2. műfordítás-pályázatának anyaga; szerk. Virág Ágota; Napkút, Bp., 2007 (Káva téka)

## Fordítás
- Ez a szócikk részben vagy egészben  a   Valery Bryusov című angol Wikipédia-szócikk ezen változatának fordításán alapul.  Az eredeti cikk szerkesztőit annak laptörténete sorolja fel. Ez a jelzés csupán a megfogalmazás eredetét és a szerzői jogokat jelzi, nem szolgál a cikkben szereplő információk forrásmegjelöléseként.